# Sázava (flod)
Sázava (tjekkisk udtale: [ˈsaːzava]) er en flod i Bøhmen, Tjekkiet. Den er en højre biflod til Vltava, og er 226 km lang, og dens afvandingsområde er 4.350 km2 der hovedsageligt ligger regionerne Vysočina og Centralbøhmen (bortset fra et lille område i det nordøstlige hjørne af Tábor-distriktet, i Sydbøhmen).
Dens kilder er i området Žďár nad Sázavou, herunder Velké Dářko (Polnička, Žďár nad Sázavou-distriktet).
Den slynger sig i en generelt nordvestlig retning, forbi Hamry nad Sázavou, Havlíčkův Brod, Sázava, Přibyslav, Nové Dvory, Pohled, Havlíčkův Brod, Světlá nad Sázavou, Ledeč nad Sázavoulast, Chřenovice, Vlastějovice, Horka II, Zruč nad Sázavou, hvor den er forbundet med dens højre biflod Želivka, Kácov, Soběšín, Český Šternberk, Rataje nad Sázavou, Ledečko og Sázava-Černé Budy (Sázava Kloster).
Herfra flyder det generelt mod vest, forbi Stříbrná Skalice, Chocerady, Hvězdonice, Senohraby (Zlenice Castle), Čtyřkoly, Čerčany, Poříčí nad Sázavou, Nespeky, Týnec nad Sázavou, Krhanice, Kamenný Přívoz, og løber efter 78,3 km sammen med Vltava ved grænsen mellem Hradištko og Davle, lige syd for Prags kommunegrænse.